# Diplazium lherminieri
Diplazium lherminieri là một loài dương xỉ trong họ Athyriaceae. Loài này được Hieron. mô tả khoa học đầu tiên.